# Luciano Zornetta
Luciano Zornetta (Buenos Aires, 6 marzo 1993) è un pallavolista argentino.
Gioca nel ruolo di libero nell'UNTreF.

## Carriera
La carriera di Luciano Zornetta inizia giocando nel ruolo di schiacciatore nel settore giovanile del Boca Juniors, che lo fa esordire nella Liga Argentina de Voleibol nel campionato 2010-11, vincendo la Coppa ACLAV, prima di trasferirsi nel campionato seguente al Gigantes del Sur; nel 2012 con le selezioni giovanili argentine vince la medaglia d'argento alla Coppa panamericana Under-23 e al campionato sudamericano Under-21, dove viene anche premiato come miglior servizio.
Dopo aver giocato nel campionato 2013-14 con l'Olimpo, venendo premiato come giocatore rivelazione, torna nel campionato seguente al Boca Juniors, dove resta per un biennio; nel 2014 riceve le prime convocazioni nella nazionale argentina, vincendo la medaglia di bronzo alla Coppa panamericana 2014 e quella d'oro ai XVII Giochi panamericani. Dopo un passaggio all'Alianza Jesús María nella stagione 2015-16 e uno al Deportivo Morón nella stagione seguente, per il campionato 2017-18 si accasa all'UNTreF, giocando nell'inedito ruolo di libero e vincendo la Coppa Desafío; nel 2018, con la nazionale, si aggiudica la medaglia d'oro agli XI Giochi sudamericani.

## Palmarès

### Club
- Coppa ACLAV: 1

2010
- Coppa Desafío: 1

2018

### Nazionale (competizioni minori)
- Coppa panamericana Under-23 2012
- Campionato sudamericano Under-21 2012
- Coppa panamericana 2014
- Giochi panamericani 2015
- Giochi sudamericani 2018

### Premi individuali
- 2012 - Campionato sudamericano Under-21: Miglior servizio
- 2014 - Liga Argentina de Voleibol: Giocatore rivelazione